# 손대하
손대하(孫大河, 1999년 6월 13일~)는 대한민국의 축구 선수이다.